# Temeritas
Genre
Temeritas est un genre de collemboles de la famille des Sminthuridae.

## Liste des espèces
Selon Checklist of the Collembola of the World (version du 18 août 2019) :
- Temeritas amazonensis Arlé & Oliveira, 1977
- Temeritas ambohitantelensis Betsch, 2000
- Temeritas ambrensis Betsch, 2000
- Temeritas ampasimbensis Betsch, 1980
- Temeritas andranobensis Betsch, 2000
- Temeritas andreazzei da Silva Medeiros & Bellini, 2019
- Temeritas angolensis Delamare Deboutteville & Massoud, 1964
- Temeritas anjozorobensis Betsch, 2000
- Temeritas ankarafantsikensis Betsch, 1980
- Temeritas anosyennensis Betsch, 1980
- Temeritas antongilensis Betsch, 1980
- Temeritas bergensis Betsch, 1980
- Temeritas bharatensis Baijal & Kohli, 1972
- Temeritas caatingae Arlé & Oliveira, 1977
- Temeritas daneghanensis Bretfeld, 2005
- Temeritas denisi (Womersley, 1934)
- Temeritas dimna Mandal, Suman & Bhattacharya, 2016
- Temeritas iarakensis Betsch, 2000
- Temeritas isabellae Greenslade, 2013
- Temeritas kilimandjarica (Wahlgren, 1908)
- Temeritas longipes (Börner, 1906)
- Temeritas macroceros (Denis, 1933)
- Temeritas mahorensis Betsch, 2000
- Temeritas mananteninensis Betsch, 1980
- Temeritas mantasoensis Betsch, 1980
- Temeritas marojezensis Betsch, 1980
- Temeritas ormondae Arlé & Oliveira, 1977
- Temeritas paradoxalis da Silva Medeiros & Bellini, 2019
- Temeritas perinetensis Betsch, 1980
- Temeritas pulla (Denis, 1933)
- Temeritas rapoporti Najt, 1969
- Temeritas regalis (Womersley, 1939)
- Temeritas sahafarensis Betsch, 2000
- Temeritas sinensis Dallai & Fanciulli, 1985
- Temeritas soalalensis Betsch, 1980
- Temeritas summelongicornis (Uchida, 1965)
- Temeritas surinamensis Delamare Debouttevill & Massoud, 1964
- Temeritas tamurai Itoh & Zhao, 2000
- Temeritas tsaratananensis Betsch, 2000
- Temeritas tucumanensis Delamare Deboutteville & Massoud, 1963
- Temeritas venezuelensis Gómez Cova & Rapoport, 1972
- Temeritas womersleyi (Denis, 1948)

## Publication originale
- Delamare Deboutteville & Massoud, 1963 : Collemboles Symphypléones. Biologie de l'Amérique Australe, Volume II, Études sur la faune du sol, Éditions du centre National de la Recherche scientifique, p. 169-289.